# Campidoglio (Austin)
Il Campidoglio di Austin (in inglese: Texas State Capitol) è un palazzo di Austin che funge da sede per il Governatore e per la Legislatura del Texas, negli Stati Uniti d'America.
Progettato originariamente nel 1881 dall'architetto Elijah Myers, l'edificio è stato realizzato tra il 1882 e il 1888 sotto la supervisione dell'ingegnere Reuben Lindsay Walker. Nel 1970 è entrato nel National Register of Historic Places ed è stato riconosciuto nel 1986 come National Historic Landmark. Un apposito codice adottato dalla Legislatura dello Stato nel 1983 ne tutela la visibilità nel quartiere di Downtown Austin, imponendo limitazioni agli eventuali sviluppi edilizi della zona.

## Storia

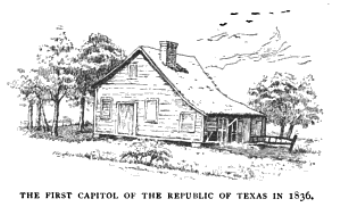
Il primo Campidoglio del Texas nel 1836

Il primo Campidoglio del Texas fu una piccola casa in legno utilizzata come sede del governo della Repubblica Texana e, per pochi anni, come sede dello Stato dopo la sua ammissione negli Stati Uniti d'America. Il secondo Campidoglio fu costruito ad Austin nel 1853 e fu distrutto da un incendio nel 1881, anche se già negli anni precedenti si stava pensando di realizzare una struttura più imponente.
Dopo l'incendio del 1881 il governo texano decise di ricostruire sullo stesso sito un nuovo e più ampio Campidoglio, sfruttando un apposito emendamento alla Costituzione, adottato il 15 febbraio 1876, che permetteva la vendita di terreni pubblici per tale scopo. Lo Stato entrò quindi in trattativa con i fratelli John V. Farwell e Charles B. Farwell barattando 12 000 chilometri quadrati di terre nel Texas Panhandle (trasformati poi nello XIT Ranch) con la costruzione dell'edificio.
Per il progetto fu bandito un concorso, per cui furono presentati undici progetti, vinto dall'architetto Elijah Myers, già progettista del Campidoglio del Michigan di Lansing. Myers tuttavia fu licenziato poiché si pensava che non si stesse occupando a sufficienza dell'incarico e il progetto fu assegnato all'ingegnere civile Reuben Lindsay Walker, che modificò il progetto originale.

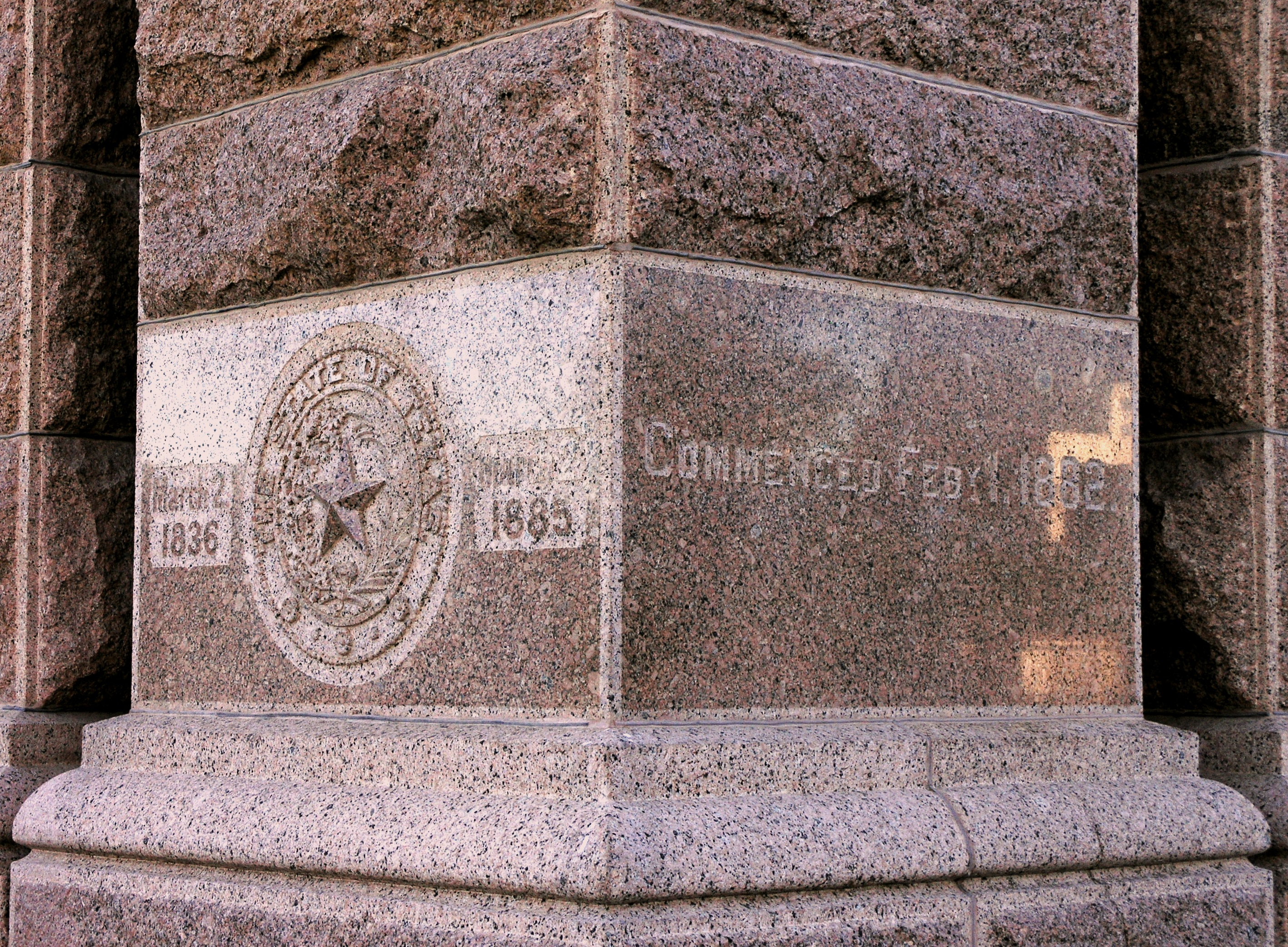
La pietra angolare del Campidoglio di Austin

Le fondamenta dell'edificio furono gettate nel 1882 ma la prima pietra dell'edificio fu posizionata solo il 2 marzo 1885, giorno dell'indipendenza del Texas, e quest'ultimo, nonostante fossero ancora in corso i lavori, iniziò ad essere operativo dal 21 aprile 1888, giorno di San Jacinto. L'inaugurazione avvenne il 16 maggio 1888, alla presenza del senatore Temple Lea Houston, e la cerimonia fu celebrata con una settimana di festa tra il 14 e il 19 maggio che attirò circa 20 000 visitatori.

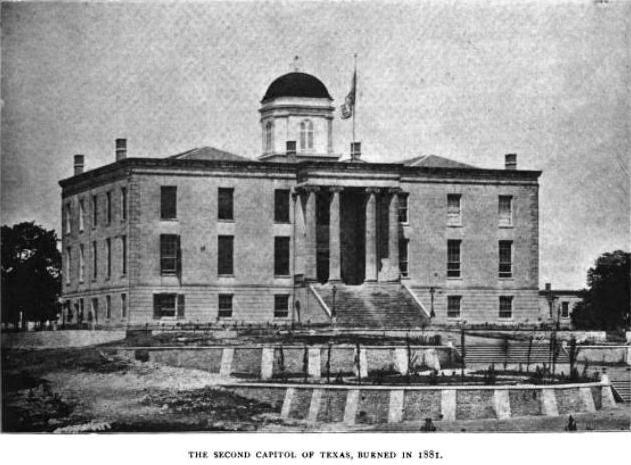
Il secondo Campidoglio del Texas ad Austin prima dell'incendio del 1881

Nel 1931 la città di Austin emanò un'ordinanza locale per limitare l'altezza degli edifici a 61 metri, in modo tale da preservare la visibilità del Campidoglio. Fino agli anni '60 l'unica struttura a superare queste misure fu la torre dell'edificio principale dell'Università del Texas ad Austin, seguita poi nel 1966 dalla Westgate Tower. La costruzione dell'edificio fu osteggiata dal governatore Price Daniel e fu la causale della prima proposta di legge per condannare i costruttori della Westgate. Il tentativo, portato avanti dal rappresentante Henry Grover, naufragò ma dopo la realizzazione del Dobie Center e dell'One American Center la Legislatura del Texas, su impulso del senatore Lloyd Dogget, approvò una legge per preservate la visibilità del Campidoglio in una serie di punti di osservazione sparsi per Austin.

## Descrizione
L'edificio è posto su una piccola altura che sovrasta Downtown Austin, al termine della Congress Avenue, ed è inscritto in un parco che ospita anche la sede della Corte suprema e della Biblioteca di Stato oltre che numerosi monumenti.
La struttura si presenta come un parallelepipedo rettangolo diviso in tre ale simmetriche su cui si staglia al centro una cupola circolare, sovrastata da una scultura intitolata Dea della Libertà, replica del 1986 dell'originale realizzata da Elijah Myers nel 1888. L'aspetto è un chiaro richiamo al Campidoglio di Washington, anche se tra le maggiori differenze vi è ad esempio l'impiallacciatura di granito rosso che ricopre gran parte dell'edificio.

### Interni

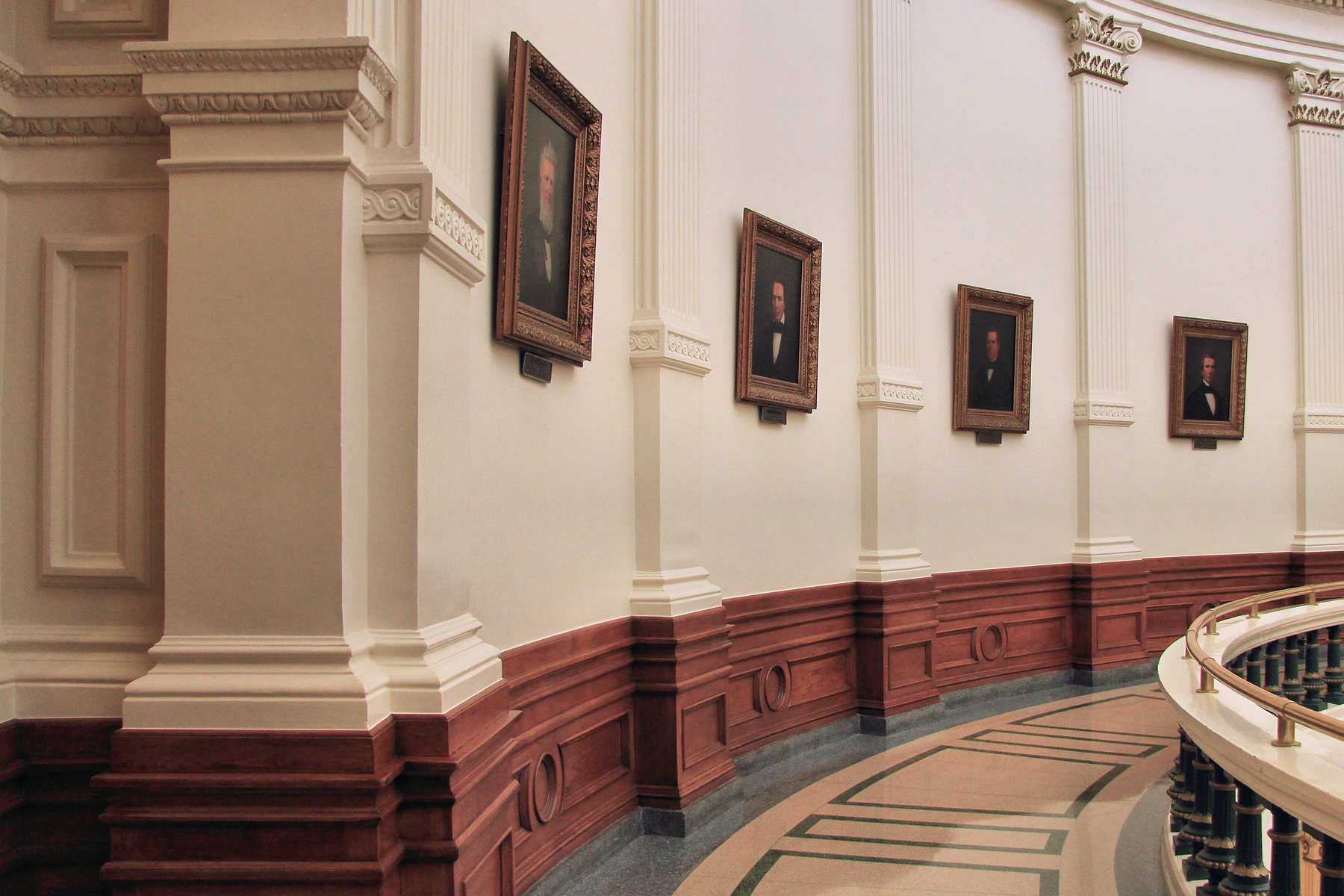
La disposizione dei ritratti nella rotonda

L'ala centrale costituisce internamente una rotonda a sussurro che mostra i ritratti ufficiali dei Presidenti della Repubblica del Texas e dei Governatori dello Stato. Le due camere della Legislatura, il Senato e la Camera dei rappresentanti, sono ospitate da due ampie sale poste nei rispettivi centri delle due ale esterne dell'edificio.
L'ala meridionale ospita: un ampio ritratto di Davy Crockett e il dipinto Resa di Santa Anna, entrambi di William Henry Huddle, il dipinto La Battaglia di San Jacinto di Henry Arthur McArdle, oltre che due statue ritraenti Sam Houston e Stephen Fuller Austin realizzate da Elisabet Ney.